# Heinrich Theodor Wuppermann
Heinrich Theodor Wuppermann (* 16. März 1835 in Barmen-Scheuren, heute Stadtteil von Wuppertal; † 9. August 1907 in Schlebusch) war ein deutscher Landwirt und Unternehmer in der Montanindustrie.

## Leben
Heinrich Theodor Wuppermann war ein Sohn des Kaufmanns und Unternehmers Carl Theodor Wuppermann (1809–1889) und dessen Ehefrau Emma Wuppermann, geborene Scheibler, aus der Tuchmacher-Familie Scheibler. Er wuchs in dem väterlichen Haus zur Schüren auf. Nach dem Besuch der Realschule absolvierte er in Abweichung von der Familientradition eine zweijährige landwirtschaftliche Ausbildung in Ramelow in Pommern. Er arbeitete dann als Inspektor und Oberinspektor auf verschiedenen Gutshöfen, bis er 1864 das heruntergekommene Gut Neukünkendorf bei Angermünde kaufte und erfolgreich  bewirtschaftete. 1868 heiratete er in Berlin Charlotte Luise Deutsch (1840–1917) aus Brandenburg an der Havel, Tochter des Direktors einer Mädchenschule. 1871 nach dem Deutsch-Französischen Krieg verkaufte er das Gut an einen jungen Offizier.
Im Jahr 1872 erwarb Theodor Wuppermann in Oberbilk bei Düsseldorf ein Stahlwerk mit einem Puddelofen und einer Luppen-Schmiede und schuf damit den Ausgangspunkt für die heutige Wuppermann AG. 1878 übernahm er den Walz- und Schmiedebetrieb des Kölners Heiderich in Manfort. 1879 verkaufte er das Werk in Oberbilk und verlegte sein Unternehmen nach Schlebusch.

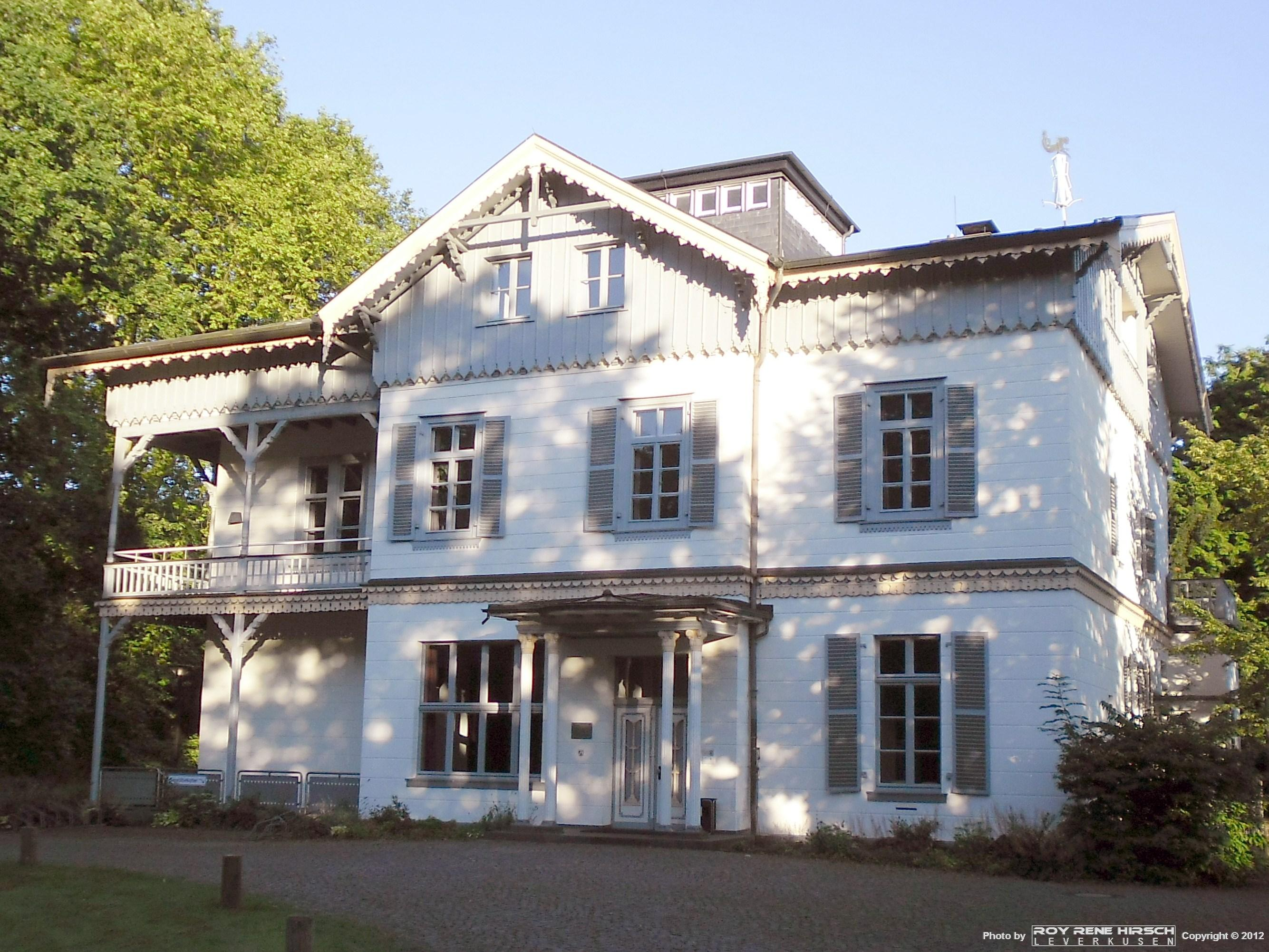
Villa Wuppermann in Schlebusch, Mülheimer Straße 14

1885 kaufte Wuppermann die Villa des Mülheimer Tuchfabrikanten Christoph Andreae, ein zweigeschossiges Haus im Schweizer Landhausstil mit Landschaftsgarten nach englischem Vorbild, und wohnte dort.